# 유 (성씨)
유(劉, 兪, 庾)는 한국의 성씨이다.

## 성 유 劉
유(劉)씨는 2015년 대한민국 통계청 조사에서 302,782명으로 조사되어, 한국 성씨 인구 30위이다. 본관은 충주(忠州), 강릉(江陵), 거창(居昌), 배천(白川), 연안(延安) 등 47본이 전한다.
《삼국사기》에 고구려 동천왕(東川王) 시기에 위나라 관구검(毌丘儉) 침략했을 때 활약한 유옥구(劉屋句)가 압록(鴨綠)을 식읍으로 받았다고 기록되어 있다.
- 충주 유씨(忠州劉氏) 시조 유긍달(劉兢達)의 딸이 고려 태조(太祖)의 셋째 부인인 신명순성왕후(神明順成王后)가 되자 유긍달은 태사 내사령(太師 內史令)으로 추증되었다.[2] 2015년 인구는 2,544명이다.
- 거창 유씨(居昌劉氏) 시조 유전(劉荃)은 송나라에서 한림학사(翰林學士)와 병부상서(兵部尙書)를 지냈다고 한다. 『을묘보(乙卯譜)』 서문에는 유전이 한태조(漢太祖) 고황제(高皇帝)의 40세손으로 왕안석(王安石)에게 간언하다가 1082년(문종 36) 고려로 들어와 영일군(迎日郡)에 터를 잡았다고 한다. 유전(劉筌)의 첫째 아들 유견규(劉堅規)가 거창군(居昌君)에 봉해져서 본관을 거창으로 했다고 한다. 대표적으로 유명한 인물은 유용주가 있다. 2015년 인구는 27,756명이다.
- 배천 유씨(白川劉氏) 시조 유국추(劉國樞)는 유전(劉筌)의 8세손으로 고려에서 도첨의평리(都僉議評理)를 지냈다고 하며, 문하시중(門下侍中)에 추증되어 배천군(白川君)에 추봉되었다고 한다. 하지만 족보에 앞서 유석(劉碩, 1094년 ~ 1155년)의 본관이 백주(白州)로 나타난다.[3] 2015년 인구는 8,773명이다.
- 강릉 유씨(江陵劉氏) 시조 유승비(劉承備)의 증손자인 유창(劉敞)이 1371년(고려 공민왕 20년) 문과에 급제하고, 조선 개국공신에 책록되어 옥천부원군(玉川府院君)에 봉해졌다.[4] 조선시대 문과 급제자 8명을 배출하였다. 2015년 인구는 236,871명이다.
- 연안 유씨(延安劉氏) 시조 유극량(劉克良)은 과거에 응시할 수 없는 노비 출신이었으나, 홍섬의 배려로 노비 신분을 면제받고, 무과에 급제하였다. 1591년(선조 24) 전라좌수사가 되었고, 조방장(助防將)으로 전임되어 임진왜란 때 활약하였다. 2015년 인구는 133명이다.

## 그러할 유 兪
유(兪)씨는 2015년 대한민국 통계청 조사에서 167,927명으로 조사되어, 한국 성씨 인구 46위이다. 『증보문헌비고(增補文獻備考)』에 의하면 본관은 기계(杞溪), 강진(康津), 고령(高靈), 무안(務安), 인동(仁同), 창원(昌原), 등 98본으로 전한다.
- 기계 유씨(杞溪 兪氏)의 시조는 신라 6등급 아찬을 지낸 유삼재(兪三宰)이다. 후손 유의신(兪義臣)이 신라 멸망 후 고려 왕조에 불복하자, 고려 태조 왕건이 그를 기계현(杞溪縣) 호장(戶長)으로 강등시킨 이후로 후손들이 기계를 본관으로 정하였다. 기계 유씨는 고려시대에는 관직에 오르지 못했으나, 조선시대에는 문과 급제자 90명을 배출하였다. 2015년 인구는 139,073명이다.

- 무안 유씨(務安 兪氏) 시조 유순직(兪舜稷)은 고려 때 삼중대광(三重大匡)으로 검교소부소감(檢校小府少監)을 역임하였다. 그의 증손 유천우(兪千遇)가 고려 고종 때 문과(文科)에 급제하고, 원종 때 지어사대사(知御史臺事)를 지낼 때 김인준(金仁俊) 등과 함께 무신정권의 최의(崔誼)를 주살(誅殺)하는 데 공을 세워 정당문학(政堂文學)을 지내고 중서시랑평장사(中書侍郞平章事)에 올랐다. 충렬왕 때는 찬성사(贊成事)를 역임했다. 그가 죽은 후에 무안부원군(務安府院君)에 추봉되었다.[5] 2015년 인구는 5,896명이다.

- 강진 유씨(康津 兪氏)의 시조 유적(兪迪)은 강진(현 전라남도 강진군)에 살아온 사족(士族)의 후예로서 고려 말에 감문위(監門衛)로 도성 문을 경비하는 역할을 했다. 조선시대 문과 급제자 2명을 배출하였다. 2000년 인구는 1,589명이다.

- 인동 유씨(仁同 兪氏) 시조 유승단(兪升旦, 1168년 ~ 1232년)이 1190년(고려 명종(明宗) 20년) 문과에 급제하고 고종조에 참지정사(參知政事)에 이르렀으며, 인동백(仁同伯)에 봉해졌다. 2015년 인구는 1,448명이다.

## 곳집 유 庾
유(庾)씨는 2015년 대한민국 통계청 인구조사에서 13,868명으로 조사되어, 한국 성씨 인구 순위 101위이다. 본관은 평산, 무송 2본이다.
평산 유씨(平山 庾氏) 시조 유금필(庾黔弼)이 고려 태조 왕건을 도와 삼한통일에 공을 세워 삼중대광통합삼한익찬공신(三重大匡統合三韓翊贊公臣)에 봉해졌다. 2015년 인구는 617명이다.
무송 유씨(茂松 庾氏) 중시조 유녹숭(庾祿崇)이 1103년(고려 숙종 8년) 상서좌복야(尙書左僕射) 참지정사(參知政事)에 올랐다. 조선시대 문과 급제자 3명을 배출하였다. 2015년 인구는 12,459명이다.

## 발음 표기
류(柳)씨는 본래 발음이 '류'이지만, 두음법칙을 적용한 '유'와 원음 '류'를 혼용하고 있다.
유(劉)씨도 본래 발음이 '류'이지만 대부분 두음법칙에 따라 '유'로 표기하고 있다.
유(兪)씨와 유(庾)씨는 두음법칙과 상관 없이 본래 발음이 '유'이다.
류(柳)씨는 공문서에서는 두음법칙에 따라 ‘유’로 표기해 왔으나, 2007년 8월 1일부터 '류'로도 쓸 수 있도록 허가하였다. 류(柳)씨는 한글 표기를 할 때 원음 '류'와 두음법칙을 적용한 '유'를 선택할 수 있다.

## 같이 보기
- 유 (중국 성씨)